# Xã Savo, Quận Brown, Nam Dakota
Xã Savo (tiếng Anh: Savo Township) là một xã thuộc quận Brown, tiểu bang Nam Dakota, Hoa Kỳ. Năm 2010, dân số của xã này là 71 người.